# Oljutorski greben
Oljutorski greben (rus. Олюторский хребет) je planinski lanac u Kamčatskom kraju, Ruski Daleki istok. Administrativno područje je dio Oljutorskog rajona.
Raspon je kopneni produžetak potopljenog Širšovog grebena Beringovog mora.

## Geografija
Oljutorski lanac je obalni planinski lanac, čiji istočni rub gleda na Beringovo more. Dio je planinskog sustava Koryak. Unatoč relativno maloj visini lanca, njegove planine imaju alpski karakter s oštrim, šiljastim vrhovima grebena i strmim padinama prekrivenim toparima](eng. scree). Rasprostranjeni su duboki riječni klanci i ledenjačke doline. Najviša točka je Greben, 1,568 metara visoki vrh.
Na sjeveru se uzdiže gorje Snegovoy, a južni dio lanca tvori Oljutorski poluotok, koji strši prema jugu s Oljutorskim zaljevom na zapadu. Južni kraj poluotoka je rt Oljutor (Mys Olyutorsky).

## Klima i biljni svijet
Klima je pod utjecajem oceana. Ljeta su kratka i svježa, s čestim maglama i kišama. Zime su duge i hladne, često vjetrovite, mrazevi su relativno rijetki.
Planine su prekrivene patuljastim šumama, šumarcima Ermanovih breza, livadama i obalnom tundrom.

## Vanjske poveznice
- The Olutor (Kamchatka, Russia) 20 April 2006 earthquake
- Mountain - Russia